# STS-41-B
إس تي إس-41-بي (بالإنجليزية: STS-41-B)‏ الرحلة العاشرة ضمن برنامج مكوك الفضاء لوكالة ناسا، والرحلة الرابعة لمكوك الفضاء تشالنجر، انطلقت الرحلة في 3 فبراير 1984 من مركز كينيدي للفضاء، وهبطت في 11 فبراير في مركز كينيدي للفضاء أيضاً، تم خلال الرحلة نشر قمرين صناعيين، خلال الرحلة جرت أول عملية سير في الفضاء بدون ربط، حملت الرحلة خمسة رواد الفضاء.